# Pernambuco (calciatore)
José Vitor Rodrigues da Silva dos Santos, meglio noto come Pernambuco (Itamaracá, 28 aprile 1998), è un calciatore brasiliano, attaccante della Juventude.

## Caratteristiche tecniche
È un centravanti.

## Carriera
Cresciuto nel settore giovanile della Portuguesa, ha esordito in prima squadra il 10 febbraio 2018 disputando l'incontro di Campeonato Paulista Série A2 pareggiato 2-2 contro il Votuporanguense.
A febbraio 2019, Pernambuco è stato ingaggiato dagli ucraini del L'viv. Ha esordito in Prem"jer-liha in data 23 febbraio, subentrando a Kauê nella sconfitta per 0-1 subita in casa contro il Čornomorec’. Il 30 luglio 2019 ha segnato la prima rete nella massima divisione locale, nella vittoria per 1-2 sul campo del Desna Černihiv.
A febbraio 2020 è passato in prestito ai georgiani della Dinamo Tbilisi. Il 25 giugno seguente ha debuttato in squadra, schierato titolare nella vittoria per 0-3 in casa del Saburtalo. Il 3 luglio ha siglato il primo gol, in occasione del successo per 4-0 sulla Lok’omot’ivi Tbilisi. Al termine della stagione, la Dinamo Tbilisi ha vinto il campionato.
Il 27 marzo 2021, i norvegesi del Bodø/Glimt hanno ufficializzato l'ingaggio in prestito – con diritto di riscatto – di Pernambuco. L'11 agosto successivo, le parti hanno prolungato il prestito del giocatore fino al 31 dicembre 2021.

## Statistiche

### Presenze e reti nei club
Statistiche aggiornate al 1º gennaio 2022.
| Stagione       | Club           | Campionato   | Campionato | Campionato | Coppe nazionali | Coppe nazionali | Coppe nazionali | Coppe continentali | Coppe continentali | Coppe continentali | Supercoppe | Supercoppe | Supercoppe | Totale | Totale |
| Stagione       | Club           | Comp         | Pres       | Reti       | Comp            | Pres            | Reti            | Comp               | Pres               | Reti               | Comp       | Pres       | Reti       | Pres   | Reti   |
| -------------- | -------------- | ------------ | ---------- | ---------- | --------------- | --------------- | --------------- | ------------------ | ------------------ | ------------------ | ---------- | ---------- | ---------- | ------ | ------ |
| 2018           | Portuguesa     | A2/SP        | 2          | 0          | CB              | 0               | 0               | -                  | -                  | -                  | -          | -          | -          | 2      | 0      |
| feb.-giu. 2019 | L'viv          | PL           | 12         | 0          | CU              | 1               | 0               | -                  | -                  | -                  | -          | -          | -          | 13     | 0      |
| 2019-feb. 2020 | L'viv          | PL           | 18         | 3          | CU              | 2               | 0               | -                  | -                  | -                  | -          | -          | -          | 20     | 3      |
| Totale L'viv   | Totale L'viv   | Totale L'viv | 30         | 3          |                 | 3               | 0               |                    | -                  | -                  |            | -          | -          | 33     | 3      |
| 2020           | Dinamo Tbilisi | EL           | 14         | 2          | CG              | 1               | 0               | UCL+UEL            | 1+2                | 0+1                | -          | -          | -          | 18     | 3      |
| 2021           | Bodø/Glimt     | ES           | 8          | 0          | CN              | 0               | 0               | UCL+UECL           | 2+2                | 1+0                | -          | -          | -          | 12     | 1      |
| Totale         | Totale         | Totale       | 54         | 5          |                 | 4               | 0               |                    | 7                  | 2                  |            | -          | -          | 65     | 7      |

## Palmarès

### Club

#### Competizioni nazionali
- Campionato georgiano: 1

Dinamo Tbilisi: 2020
- Campionato norvegese: 1

Bodø/Glimt: 2021
- Campionato moldavo: 1

Sheriff Tiraspol: 2021-2022
- Coppa di Moldavia: 1

Sheriff Tiraspol: 2021-2022